# Kabupaten Jayapura
Kabupaten Jayapura är ett kabupaten i Indonesien.   Det ligger i provinsen Papua, i den östra delen av landet, 3 700 km öster om huvudstaden Jakarta. Antalet invånare är 111 943.